# George Beahm
George Beahm ist ein US-amerikanischer Autor, der sich auf Sachbücher über Stephen King spezialisiert hat, von denen nur wenige ins Deutsche übersetzt wurden.

## Werke
- Das ins Deutsche übersetzte Buch Stephen King – Leben und Werk (Originaltitel: The Stephen King Story) aus dem Jahr 1992 ist eine Biographie, welche Kings Leben und die Entstehungsgeschichten seiner Werke chronologisch nacherzählt und einen Überblick gibt über alle Werke bis einschließlich Dolores.
- The Stephen King Companion aus dem Jahr 1995 ist ähnlich aufgebaut, gibt jedoch einen Einblick in das Leben des Autors außerhalb der literarischen Welt (King als Musiker, Baseball-Fan, Radiosenderbesitzer etc.). Zudem gibt es Interviews (z. B. mit Clive Barker) und einen chronologischen, von dem King-Experten Michael R. Collings kommentierten Überblick über alle Werke bis einschließlich Schlaflos.
- Stephen King – America's Best-Loved Boogeyman aus dem Jahr 1998 ist eine Erweiterung der Biographie und umfasst Werke bis einschließlich Sara.
- Stephen King from A to Z' – An Encyclopedia of His Life and Work, auch von 1998 ist wie der Titel schon sagt eine alphabetische Auflistung von Fakten rund um King und umfasst ebenfalls alle Werke bis Sara.
- Knowing Darkness: Artists Inspired by Stephen King aus dem Jahr 2009 zeigt die Arbeiten von Künstlern die die Werke von King illustriert haben und die von King beeinflusst worden, es umfasst alle Illustrationen zu Kings Büchern bis 2005. George Beahm hat die Essays geschrieben, Frank Darabont übernahm den künstlerischen Part. Dieses Buch ist nur auf Englisch veröffentlicht worden.